# 車康潤
車康潤（韓語：차강윤，2003年03月12日—），韓國男演員。2024年從電視劇《畢業》出道，2025年在《協商的技術》中首次擔任主角。

## 影視作品

### 劇集
| 年份 | 播放平台 | 劇名                 | 角色   | 備註 |
| 2024 | tvN      | 《畢業》             | 李時宇 | 配角 |
| 2025 | JTBC     | 《協商的技術》       | 崔振秀 | 主演 |
| 2025 | tvN      | 《機智住院醫生生活》 | 卓起穩 | 配角 |
| 2025 | tvN      | 《牽牛和仙女》       | 表志豪 | 主演 |
| 2025 | JTBC     | 《金部長的故事》     | 金秀謙 | 主演 |

## 外部連結
- 官方网站
- 車康潤的Instagram帳戶
- 車康潤在NAVER上的资料
- 車康潤在Daum上的资料
- 車康潤在互联网电影资料库（IMDb）上的資料（英文）
- 車康潤在HanCinema的頁面（英文）